# Nyugat-nílusi láz lovakban
A nyugat-nílusi láz, amelyet a nyugat-nílusi vírus okoz, a gerincesek közül az emberek után a lovakra a legveszélyesebb. Kialakulása és elterjedése ugyanaz, mint az emberek esetében, tüneteiben azonban némiképp eltérő lehet. Vektoriális alapon vagyis szúnyogok közvetítése által kapható el. A betegség lórol-lóra nem terjed és emberre sem  veszélyes. A betegség bejelentés köteles, ami azt jelenti, hogy aki a lován észleli a tüneteket, annak a hatósági állatorvost értesítenie kell. Becslések szerint a megbetegedett lovak 25-35%-a elpusztul, a felépült egyedek között 15-30% körüli a visszamaradt tüneteket mutató lovak aránya. Emiatt van a védőoltásnak rendkívül nagy szerepe.

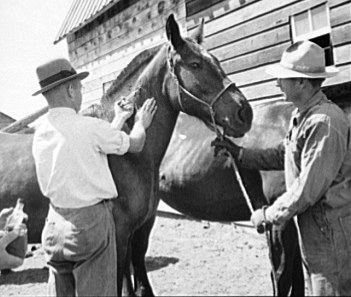
Ló védőoltással való ellátása (1940)

## Története
Az első esetek az 1960-as években jelentek meg Egyiptomban, majd Franciaországban. Amerikában az USA területén 1999-ben regisztrálták az első eseteket. Magyarországra a 2015 és 2016-os évekre érkezett meg a betegség, amely azóta is jelen van és az egyik fő veszélyforrás a lovak számára.
A vírus augusztus és november között aktív, amikor a szúnyogok is, tehát ha ezen időszakon belül tapasztalunk a lovaknál idegrendszeri tüneteket, gyanús lehet, hogy a vírussal vannak megfertőződve. Ám a tünetek más betegségtől is eredhetnek. pl. Equine-herpesz vírus, ló herpesz fertőzés, ez pedig lóról-lóra terjedő betegség, így akár még járványt is okozhat. Ezért a pontos diagnózis megállapításáig fontos a körültekintő gondozás, a fertőzött egyed, egyedek karanténba helyezése. A nyugat-nílusi láz gyógyítására a lovakban van védőoltás, amelyet ha időben alkalmazunk megvédhetjük állatállományunkat.

## Megelőzés
A szúnyogok tömeges megjelenése előtt be kell oltani az állatot, (vakcinázni kell) és szúnyogmentes, (vektorszegény) környezetet biztosítani. Az istállókban, a lovak környezetében megszüntetni az edényekben pangó vizeket, hogy a szúnyogok ne tudjanak elszaporodni benne.

## A védőoltás alkalmazásának menete, protokollja
A védőoltás genetikailag módosított vírustörzseket, vagy inaktivált vírusokat tartalmazó vakcina pl. Duvaxyn WNV.
Alapimmunizálás:
- Az első oltást a ló 6 hónapos kora után kell beadni, célszerű ezt a tavaszi időszakban a szúnyogok tömeges megjelenése előtt beadatni a lónak.
- A második oltásra 3-5 héttel az első oltás után kerülhet sor.

Az oltásokat a második oltás után évente ismételni kell, így kialakul egy védettség, ami után a ló már nem betegszik meg.

## A betegség tünetei
Nyugtalanság, kólikásság, étvágytalanság, sántaság, a bőr túlérzékenysége, izomremegés, izomgyengeség, koordinálatlan mozgás, elfekvés.   

## A betegség lefolyása
A fertőzést követően viszonylag alacsony láz keletkezik. A lappangási idő 2-14 nap közé esik. Fontos ilyenkor a tünetekre figyelni, mert egy szerológiai vizsgálat már idejében ki tudja mutatni az IgM tipusú ellenanyagokat.

## Kezelése
Csak tüneti kezelést lehet alkalmazni, szelén, B-vitamin, E-vitamin, intravénás folyadék adása, NSAID, dimetil-szulfoxid. Előfordul, hogy az állat már jobban lesz de mégis visszatér a betegsége.